# Mikael Nyberg
Mikael Nyberg, född 1953, är en svensk frilansjournalist och författare. Han är ansvarig utgivare av tidskriften Clarté. Han är aktiv inom samhällsdebatten och har ofta figurerat i tidningar som Aftonbladet, Dagens nyheter, Expressen, FiB Kulturfront, Arena, Clarté och Ordfront. Mikael Nyberg är son till Birgit Ståhl-Nyberg och bror till Robert Nyberg.
I boken Kapitalet.se (2001) argumenterar Nyberg mot idén att västländerna idag skulle befinna sig i ett postindustriellt samhälle där företeelser som löpande band och hårt fabriksarbete i hög grad har försvunnit till förmån för humankapitalets stigande betydelse och det nya tjänstesamhället. I en introduktion till boken skriver Nyberg på sin webbplats att "De löpande banden körs hårdare än förr, och just-in-time-leveransernas och den planerade underbemanningens disciplin sträcks ut över allt större delar av arbetslivet."
Mikael Nyberg tilldelades Jan Myrdalbibliotekets stora pris – Leninpriset 2016.